# Tipula (Schummelia) variicornis incisicauda
Tipula (Schummelia) variicornis incisicauda is een ondersoort van de tweevleugelige Tipula (Schummelia) variicornis uit de familie langpootmuggen (Tipulidae). De ondersoort komt voor in het Palearctisch gebied.